# Aanval op Fort Noordam

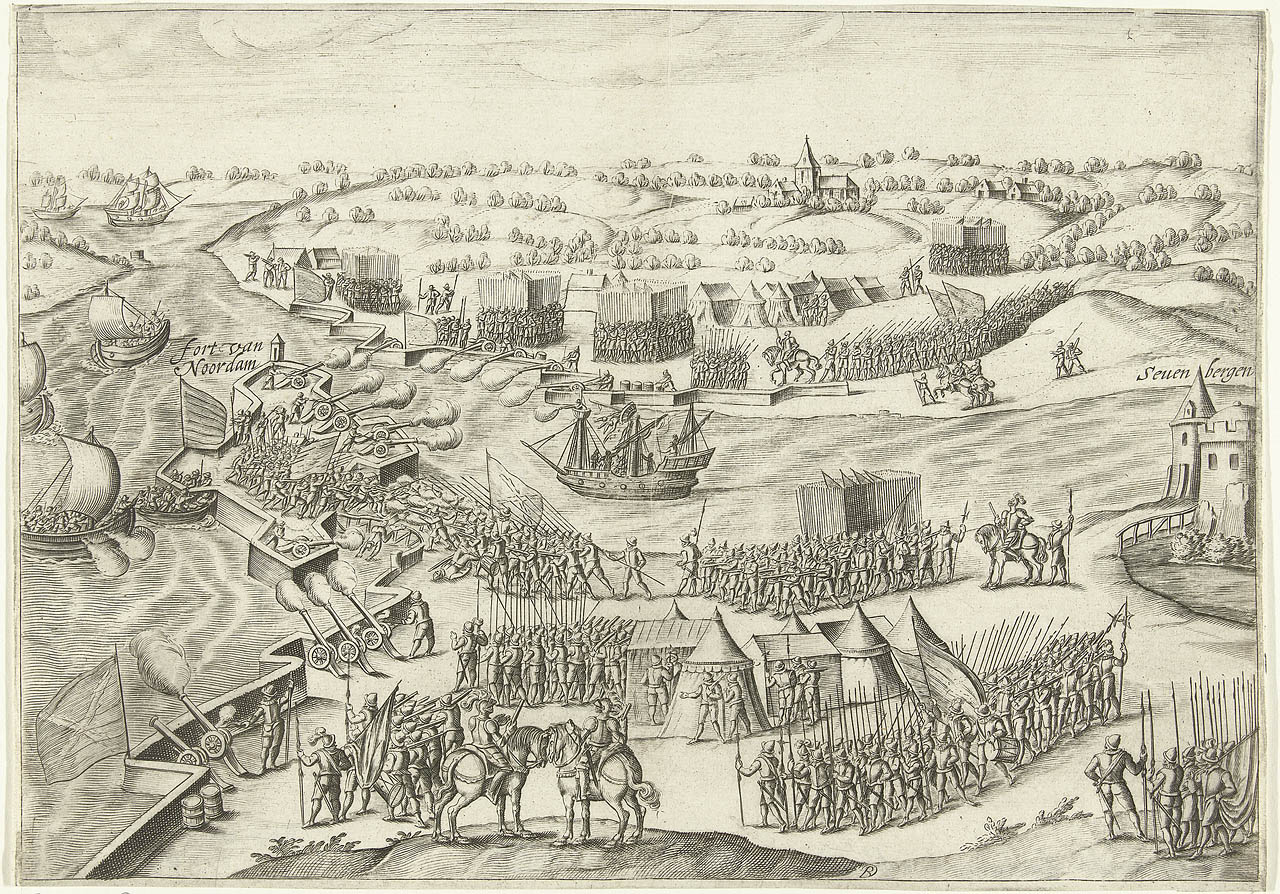
De aanval op fort Noordam

De Aanval op fort Noordam was de vergeefse belegering van het Fort Noordam bij Zevenbergen door het Spaanse leger onder Karel van Mansfeld in 1590, tijdens de Tachtigjarige Oorlog.
Het fort werd met succes verdedigd door Matthijs Helt en de belegeraars moesten zich met grote verliezen terugtrekken. Het leger van Van Mansfeld trok door naar Gelderland, richting Nijmegen, alwaar in 1591 het Beleg van Nijmegen zou plaatsvinden.